# Bahnstrecke Valašské Meziříčí–Rožnov pod Radhoštěm
| Kursbuchstrecke (SŽ): | 281                  |                                 |                                 |
| Streckenlänge: | 13,052 km            |                                 |                                 |
| Spurweite: | 1435 mm (Normalspur) |                                 |                                 |
| Streckenklasse: | C4                   |                                 |                                 |
| Maximale Neigung: | 12 ‰                 |                                 |                                 |
| Streckengeschwindigkeit: | 60 km/h              |                                 |                                 |
| |                      |                                 |                                 |
| \| \| \| von Vsetín \| \| \| \| \| von Kojetín \| \| \| \| 0,000 \| Valašské Meziříčí früher Krasna \| Valašské Meziříčí früher Krasna \| \| \| \| nach Hranice na Moravě \| \| \| \| \| nach Český Těšín \| \| \| \| \| Silnice I/35 \| \| \| \| 2,113 \| Krhová \| Krhová \| \| \| 3,254 \| Hrachovec \| Hrachovec \| \| \| 6,227 \| Zašová \| Zašová \| \| \| 7,865 \| Střítež nad Bečvou \| Střítež nad Bečvou \| \| \| 10,115 \| Zubří \| Zubří \| \| \| 13,052 \| Rožnov pod Radhoštěm \| Rožnov pod Radhoštěm \| \| \| 13,249 \| (Streckenende) \| (Streckenende) \| |                      |                                 |                                 |
| Strecke |                      | von Vsetín                      | von Vsetín                      |
| Abzweig geradeaus und von rechts |                      | von Kojetín                     | von Kojetín                     |
| Bahnhof | 0,000                | Valašské Meziříčí früher Krasna | Valašské Meziříčí früher Krasna |
| Abzweig geradeaus und nach links |                      | nach Hranice na Moravě          | nach Hranice na Moravě          |
| Abzweig geradeaus und nach links |                      | nach Český Těšín                | nach Český Těšín                |
| Strecke mit Straßenbrücke |                      | Silnice I/35                    | Silnice I/35                    |
| Haltepunkt / Haltestelle | 2,113                | Krhová                          | Krhová                          |
| Haltepunkt / Haltestelle | 3,254                | Hrachovec                       | Hrachovec                       |
| Haltepunkt / Haltestelle | 6,227                | Zašová                          | Zašová                          |
| Bahnhof | 7,865                | Střítež nad Bečvou              | Střítež nad Bečvou              |
| Haltepunkt / Haltestelle | 10,115               | Zubří                           | Zubří                           |
| Bahnhof | 13,052               | Rožnov pod Radhoštěm            | Rožnov pod Radhoštěm            |
| | 13,249               | (Streckenende)                  | (Streckenende)                  |

Die Bahnstrecke Valašské Meziříčí–Rožnov pod Radhoštěm ist eine regionale Eisenbahnverbindung in Tschechien, die ursprünglich von der k.k. priv. Kaiser Ferdinands-Nordbahn (KFNB) als Lokalbahn Walachisch Meseritsch–Rožnau erbaut und betrieben wurde. Sie verläuft von Valašské Meziříčí nach Rožnov pod Radhoštěm.
Nach einem Erlass der tschechischen Regierung ist die Strecke seit dem 20. Dezember 1995 als regionale Bahn („regionální dráha“) klassifiziert.

## Geschichte
Am 27. Juli 1882 erhielt die Österreichische Lokaleisenbahngesellschaft (ÖLEG) die Konzession für die Lokalbahn von Pohl nach Wsetin. Als diese Konzession am 16. Dezember 1884 zugunsten einer neuen Streckenführung von Mährisch Weißkirchen (Hranice na Moravě) abgeändert wurde, war nun auch der Bau einer Zweigbahn nach Rožnau (Rožnov) enthalten. Als Fertigstellungstermin war der 1. Juli 1886 bestimmt worden. Aus finanziellen Gründe kam es jedoch nicht zu einem Baubeginn.

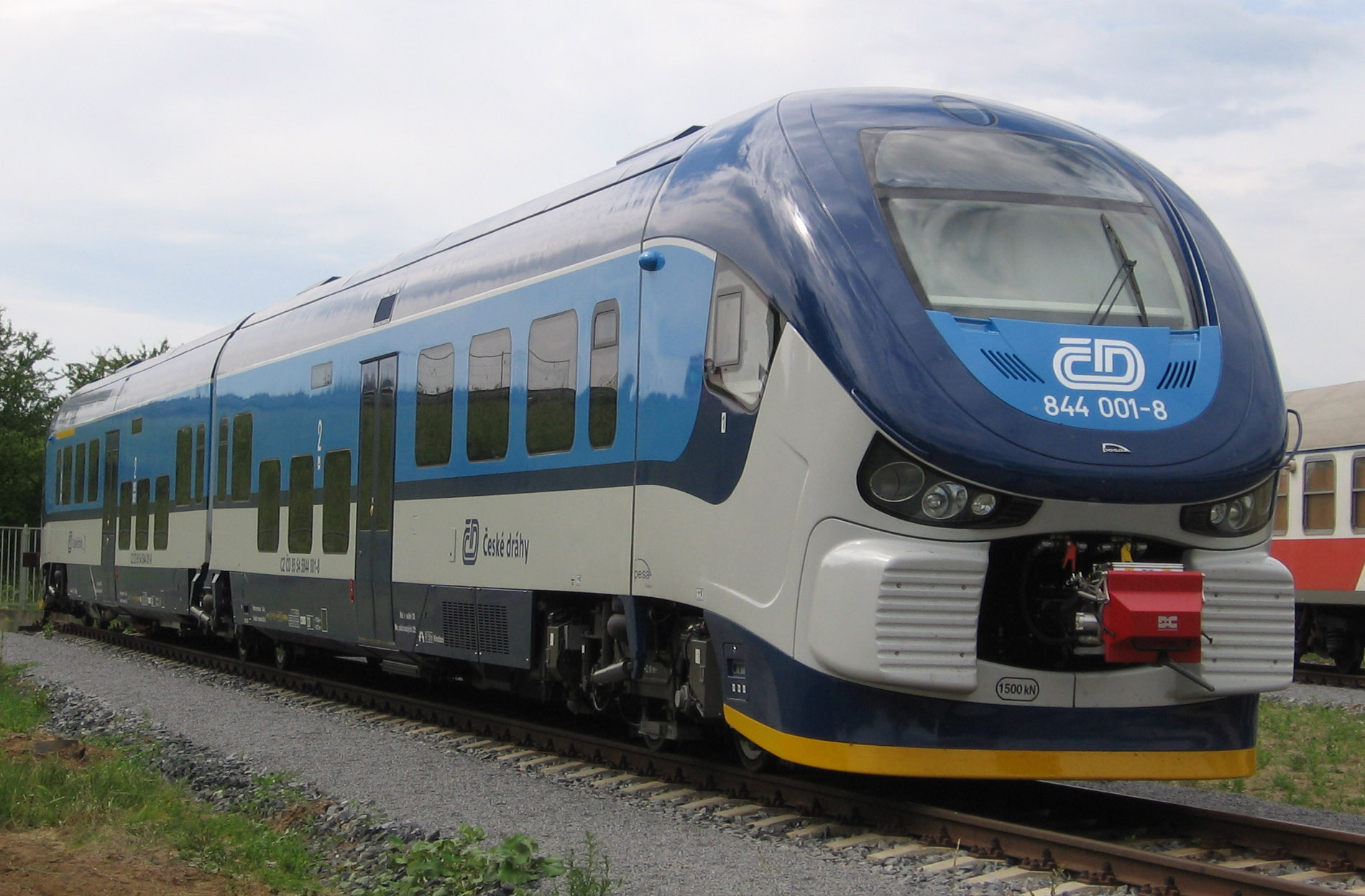
Im Personenverkehr kommen seit 2019 Fahrzeuge der ČD-Baureihe 844 („RegioShark“) zum Einsatz

Am 24. Dezember 1887 ging die Lokalbahn Mährisch Weißkirchen–Wsetin an die KFNB über, die dort bereits seit dem 1. Oktober 1887 die Betriebsführung übernommen hatte. Das Handelsministerium übertrug die zugehörige Konzession am 30. April 1891 von der ÖLEG an die KNFB. Dabei wurde die KNFB verpflichtet, die Lokalbahn nach Rožnau innerhalb eines Jahres „nach Erteilung des Bauconsenses fertigzustellen.“
Am 1. Juni 1892 wurde die Strecke eröffnet. Den Betrieb führte die KFNB selbst aus.
Nach der Verstaatlichung der KFNB im Jahr 1906 gehörte die Strecke zum Netz der k.k. Staatsbahnen (kkStB). Im Jahr 1912 wies der Fahrplan der Lokalbahn insgesamt vier gemischte Zugpaare aus. Sie benötigten für die 14 Kilometer lange Strecke zwischen 45 Minuten und einer Stunde.
Nach dem für Österreich-Ungarn verlorenen Ersten Weltkrieg gelangte die Strecke ins Eigentum der neu begründeten Tschechoslowakischen Staatsbahnen (ČSD). In den 1920er Jahren kommt es zu einer signifikanten Verdichtung des Fahrplanes sowie zu einer Verkürzung der Fahrzeiten auf etwa eine halbe Stunde. Der Winterfahrplan von 1937/38 verzeichnete insgesamt neun Zugpaare, die an allen Unterwegsbahnhöfen hielten.
Am 1. Januar 1993 ging die Strecke im Zuge der Auflösung der Tschechoslowakei an die neu gegründeten České dráhy (ČD) über. Seit 2003 gehört sie zum Netz des staatlichen Infrastrukturbetreibers Správa železniční dopravní cesty (SŽDC).
Im Fahrplan 2019 verkehren Personenzüge in einem angenäherten Einstundentakt.